# Petits Arrangements avec les morts
Pour plus de détails, voir Fiche technique et Distribution.
Ne doit pas être confondu avec Petits Meurtres entre amis.
Petits Arrangements avec les morts est un film français réalisé par Pascale Ferran, sorti en 1994.

## Fiche technique
- Titre : Petits Arrangements avec les morts
- Réalisation : Pascale Ferran
- Scénario : Pierre Trividic et Pascale Ferran (contribution d'Arnaud Desplechin et Anne-Louis Trividic[1])
- Photographie : Jean-Claude Larrieu
- Montage : Guy Lecorne
- Son : Jean-Jacques Ferran
- Décors : Philippe Chiffre
- Costumes : Marie-Claude Altot
- Musique : Béatrice Thiriet
- Productrice : Aline Mehouel
- Sociétés de production : Eclipsa Films, La Sept cinéma, Cinéa et Pan Européenne avec la participation du CNC et de Canal+
- Pays d'origine : France
- Format : couleur - Dolby
- Genre : drame
- Durée : 104 minutes
- Dates de sorties :
  - 10 septembre 1994 (Festival international du film de Toronto, Canada)
  - 5 octobre 1994 (France)

## Distribution
- Didier Sandre : Vincent
- Catherine Ferran : Zaza
- Charles Berling : François
- Sabrina Leurquin : Suzanne
- Guillaume Charras : Jumbo
- Didier Bezace : René
- Audrey Boitel : Lili
- Alexandre Zloto : Vincent (adolescent)
- Agathe De Chassey : Zaza (adolescente)
- Mathieu Robinot : François (enfant)
- Joachim Lombard : René (adolescent)
- Nadia Barentin : la mère des enfants
- Jean Dautremay : le père des enfants
- Danièle Douet : la mère de Jumbo
- Bruno Todeschini : le père de Jumbo
- Dominique Constanza : la mère de Bruno
- Alain Pralon : le docteur Le Bihan
- Emmanuelle Elkabbach : la journaliste
- Marc Betton : le médecin de Zaza
- Jean Pélégri : le vieil homme du métro
- Muriel Mayette : la collègue de Zaza
- Louison Roblin : la grand-mère de Jumbo (voix)
- Luc Moullet : le commentateur de « La vie de l'abeille » (voix)

## Tournage
Le film est tourné sur les plages de la baie d'Audierne, la ville d'Audierne, au Muséum national d'histoire naturelle à Paris et à l'hôpital intercommunal Jean-Rostand de Sèvres.

## Accueil de la critique
Le film est très bien accueilli par la critique, notamment Libération qui y voit un « mélo ardent » à la « théâtralité rieuse » qui pose des « interrogations pointues sur des questions banales, rarement posées au cinéma » notamment celles ayant trait au travail de deuil comme l'analysera André Roy dans une étude parue dans 24 images en 1995. Au fil des ans, Petits arrangements avec les morts prend un statut à part dans la filmographie de la réalisatrice, que certains journaux comme Les Inrocks considèrent dès lors comme un film culte.

## Prix
- Caméra d'or au Festival de Cannes 1994